# 白湖集
『白湖集』（はくこしゅう、朝鮮語: 백호집）は、李氏朝鮮時代の異端の文臣・文人である林悌が著した詩文集。1621年刊行。

## 概要
林悌は、歴史上、長城外の四夷だけでなく、西南のチベット系吐蕃でさえ中華世界を一度は征服するか、都を占領し脅威を与えているのに、朝鮮だけは中華の脅威になったことすらなく、朝鮮は大中華に君臣の礼、君父に忠のみである、と慷慨し、「四夷八蛮が皆中原に入ったのにただただ朝鮮だけできずにいる。こんな情けない国に長生きしていてもどうにもならない」という言葉を残して悲嘆にくれ、死の床で息子たちの面前で「中国をはばかり帝国と称しえない朝鮮などに生まれたのは痛恨事だから、自分が死んでも泣いてはならぬ」と遺言して死んだ。このようなエピソードのため、当時の李氏朝鮮の人々は林悌を奇異な人物と評価した。しかし、当時の世相の評価とは関係なく、林悌の文集である『白湖集』は文学として高く評価されており、作品は、社会を風刺する手法を採り入れており、社会に対する不満・鬱憤、政治権力の矛盾の暴露、悲憤の気持ちが貫かれている。